# Gare de Fagernes
La  Gare de Fagernes (norvégien:  Fagernes stasjon ) est une ancienne gare ferroviaire norvégienne à Fagernes. 
En raison de sa proximité avec les montagnes, la gare de Fagernes avait un grand trafic touristique, pour la ville et pour une grande zone environnante.

## Histoire

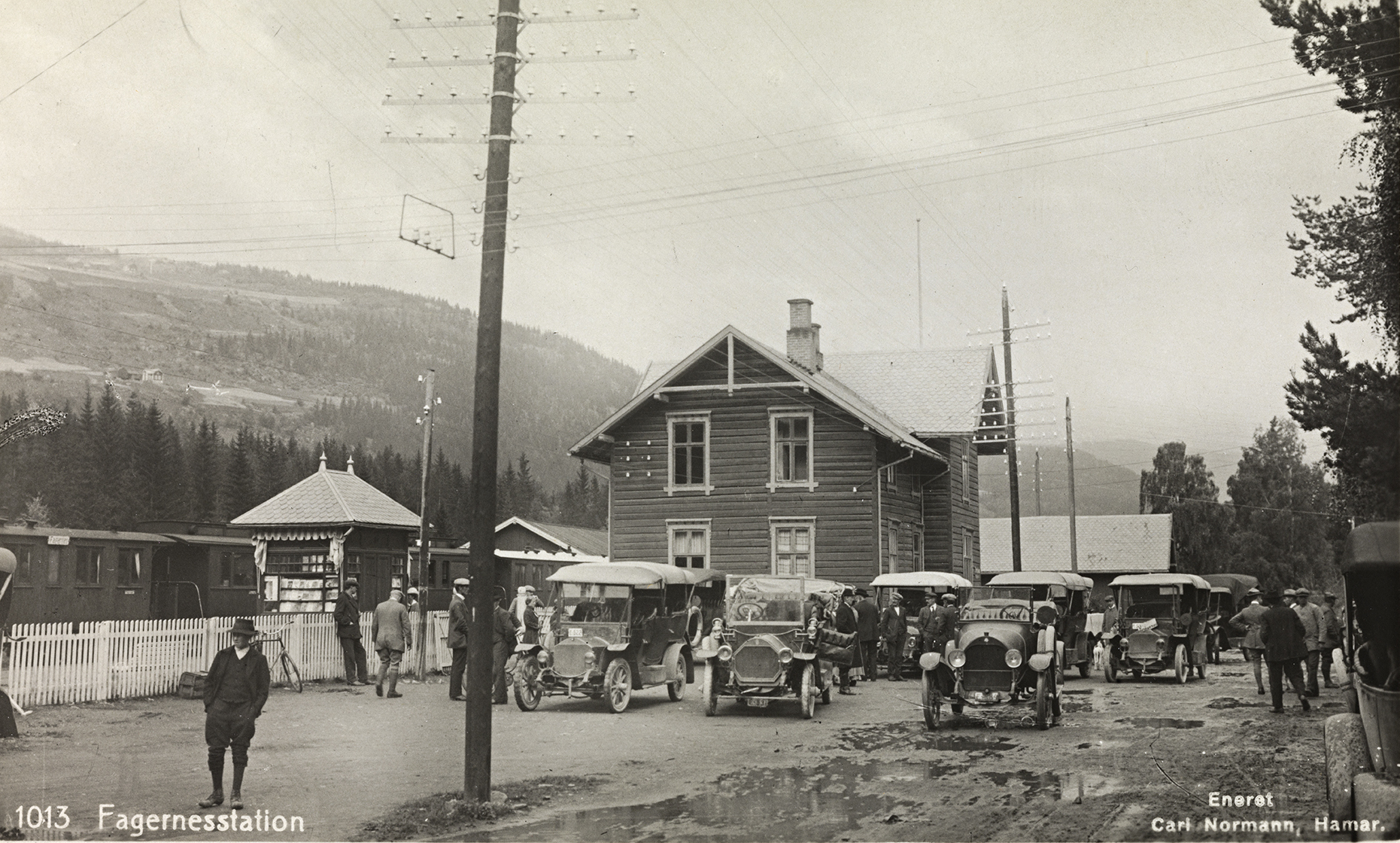
La gare au travail.

La gare ouvre le 1er octobre 1906 à l'occasion d'une cérémonie en la présence du roi Haakon VII. La gare est restée en service jusqu'à ce que la ligne ferme le 1er janvier 1989. Elle était située à 208,79 km de la gare centrale d'Oslo et à 360 mètres au-dessus du niveau de la mer.

## Patrimoine ferroviaire
Depuis la fermeture de la ligne de chemin de fer, la gare sert abrite un magasin de souvenirs. Une piste piétonne et cyclable existent maintenant sur la ligne de l'ancienne voie ferrée.
Au début, le restaurant de la gare a été géré par l’Hôtel Fagernes, qui est situé à côté de la gare. Avec la construction d’un nouveau bâtiment dans les années 1950, la Norsk Spisevognselskap a repris l'exploitation du restaurant dans ce nouveau bâtiment.